# Struve 1341

Pohyb planety HD 80606 b na vysoce eliptické dráze

Struve 1341 je dvojhvězda ležící přibližně 190 světelných let od Země v souhvězdí Velké medvědice. Systém je známější pod označeními HD 80606 a HD 80607, což jsou jeho složky. Obě hvězdy obíhají kolem společného těžiště ve vzdálenosti zhruba 1 200 AU.

## Fyzikální charakteristiky
Oba žlutí trpaslíci spektrální třídy G5 mají parametry podobné Slunci, ale vykazují mírně vyšší obsah kovů (Fe/H ~ +0,4). Složka HD 80606 má povrchovou teplotu kolem 5 645 K a log g ≈ 4,50, zatímco HD 80607 má teplotu přibližně 5 555 K a log g ≈ 4,52. Celkově se odhaduje, že stáří systému přesahuje 7 miliard let.

## Planetární systém
V roce 2001 byl u hvězdy HD 80606 objevena exoplaneta, označovaná jako HD 80606 b. Planeta HD 80606 b se vyznačuje extrémně eliptickou dráhou (excentricita kolem 0,93), což je srovnatelné s Halleyovou kometou. Tato vysoká výstřednost patrně vznikla v rámci Kozaiova mechanismu, kdy gravitační působení druhé složky dvojhvězdy deformuje dráhu planety.
V periastru se planeta přibližuje k mateřské hvězdě na pouhé 0,03 AU a prochází prudkými teplotními skoky, jak potvrdila infračervená měření (např. kosmického dalekohledu Spitzer). Vznik případných obyvatelných planet v systému je nepravděpodobný kvůli gravitačnímu působení excentrického obra.